# Посольство України в Гвінеї
Посольство України в Гвінейській Республіці — дипломатична місія України в Гвінеї (1993—2012), знаходилося в місті Конакрі.

## Завдання посольства
Основне завдання Посольства України в Конакрі представляти інтереси України, сприяти розвиткові політичних, економічних, культурних, наукових та інших зв'язків, а також захищати права та інтереси громадян і юридичних осіб України, які перебувають на території Гвінеї, Республіки Сенегал та в Республіці Кот-д'Івуар.
Посольство сприяє розвиткові міждержавних відносин між Україною і Гвінеєю на всіх рівнях, з метою забезпечення гармонійного розвитку взаємних відносин, а також співробітництва з питань, що становлять взаємний інтерес.

## Історія дипломатичних відносин
Гвінейська Республіка визнала незалежність України 10 січня 1992 року. Дипломатичні відносини між Україною і Гвінеєю встановлені 4 квітня 1992 року..
3 листопада 1993 року Україна відкрила Посольство України в Гвінейській Республіці.
Посольство України розміщувалося у віллі № 46 Містечка Націй (Cité des Nations), згодом переїхало до району Діксін. З липня 2007 року Посольство знаходилося в будинку на Північній набережній (Corniche Nord).
У червні 2012 року Україна перенесла Посольство до Республіки Сенегал, після чого до липня 2013 р. у Гвінеї працював Посол України за сумісництвом (з резиденцією в Дакарі).

## Керівники дипломатичної місії
1. Пивоваров Валерій Костянтинович (1993—1998), посол
2. Суходольський Анатолій Володимирович (1998—1999), тимчасовий повірений
3. Шевченко Іван Денисович (1999—2002), посол
4. Шульга Олександр Олексійович (2002—2008), тимчасовий повірений
5. Заяць Андрій Іванович (2008—2012), посол
6. Заяць Андрій Іванович (2012—2013), посол за сумісництвом.